# 有你的时光里
《有你的时光里》是中国大陆湖南卫视与芒果TV于2025年播出的都市情感题材电视剧，改编自爱喝水的小说《你是光阴派的糖》，由《新世界》《欢颜》的导演张胜富执导，《云襄传》《风吹半夏》的梁振华与刘芹志共同编剧，童瑶、周依然、李泽锋、张子贤与马伯骞领衔主演。该剧自2025年3月29日起于芒果TV首播，同年3月31日起在湖南卫视金鹰独播剧场播出。

## 剧情概要
剧情讲述自小性格迥异的两姐妹在大城市里经历工作和生活上的各种风波后，放下对彼此的成见、和睦相处。

## 演员阵容

### 主要人物
- 童瑶 饰演 王焱，雷厉风行的事业女强人。
- 周依然 饰演 王灵均，王焱的妹妹，性格叛逆、古灵精怪。
- 李泽锋 饰演 高谦，王焱的男友和工作伙伴。
- 张子贤 饰演 廖繁木
- 马伯骞 饰演 乐川，王灵均的男友。

### 其他人物
- 蒋梦婕 饰演 黎菲
- 馬德鐘 饰演 方励
- 金翀 饰演 韩笑杰
- 宁心 饰演 曹坤坤
- 王璟彦 饰演 周蒙蒙
- 王劲松 饰演 王开明（友情出演）
- 刘丹 饰演 严芳（特别出演）
- 李建义 饰演 乐松青（特别出演）
- 刘冠麟 饰演 梁礼诚（友情出演）
- 佟晨洁 饰演 汤鸣（友情出演）
- 杨明娜 饰演 叶蓁（友情出演）
- 赵樱子 饰演 宋一菲（友情出演）
- 刘洁（友情出演）
- 唐晓天 饰演 易哲（友情主演）
- 冉旭 饰演 駱之維
- 王若麟 饰演 章明

## 制作
该剧于2024年1月24日在深圳开机拍摄，在四川乐山、深圳和香港三地取景拍摄，同年5月7日宣布杀青。